# Mantispa lutea
Mantispa lutea är en insektsart som först beskrevs av Hermann Stitz 1913.  Mantispa lutea ingår i släktet Mantispa och familjen fångsländor. Inga underarter finns listade i Catalogue of Life.